# Bagisara inusta
Bagisara inusta är en fjärilsart som beskrevs av Achille Guenée 1852. Bagisara inusta ingår i släktet Bagisara och familjen nattflyn. Inga underarter finns listade i Catalogue of Life.